# الخط الجماهيري
الخط الجماهيري هو الأسلوب السياسي والتنظيمي والقيادي الذي طوره ماو تسي تونغ والحزب الشيوعي الصيني خلال الثورة الشيوعية الصينية. إنه يشير إلى صياغة السياسة على أساس النظرية، وتنفيذها على أساس ظروف العالم الحقيقية للناس، ومراجعة النظرية والسياسة على أساس الممارسة الفعلية، واستخدام تلك النظرية المنقحة كدليل للممارسة المستقبلية. في المصطلحات الماوية، يتم تلخيصها بعبارة "إلى الجماهير - من الجماهير - إلى الجماهير".
طورها ماو إلى منهجية تنظيمية تشمل الفلسفة والاستراتيجية والتكتيكات والقيادة والنظرية التنظيمية التي طبقها العديد من الشيوعيين بعد الثورة الشيوعية الصينية. ينسب قادة الحزب الشيوعي الصيني بشكل عام احتلالهم للسلطة إلى السعي المخلص لتكتيكات "الخط الجماهيري" الفعّالة، ويفترض أن يكون الخط الجماهيري "الصحيح" هو الشرط الأساسي لتوطيد كامل للسلطة.

## تاريخ
في مفهومه الأصلي، أشار الخط الجماهيري إلى هدف أيديولوجي بالإضافة إلى أسلوب عمل يقوم على "تجميع حكمة الجماهير والتي من خلالها يمكن لقيادة الحزب الشيوعي الصيني صياغة السياسة بعد مزيد من المداولات والتعديلات والتنفيذ والتجريب، والتي بدورها ستستمر في تلقي ردود الفعل من الجماهير. أولاً، تتم صياغة السياسة الأولية بناءً على التحليل التاريخي والنظرية. أثناء تنفيذها، تتم مراجعة السياسة والنظرية الأساسية بما يتفق مع ظروف العالم الحقيقي الفعلية. تصبح هذه النظرية المنقحة دليلاً للعمل الصحيح في المستقبل. وبالتالي، فإن خط الكتلة هو طريقة يتم فيها تنقيح النظرية عن طريق الممارسة.
في السياسة الماوية، يتلخص الخط الجماهيري في عبارة "إلى الجماهير - من الجماهير - إلى الجماهير". يتميز الخط الجماهيري بأن يقوم الحزب الشيوعي الصيني بالإستماع إلى الأفكار المبعثرة للناس، ويحولها إلى أفكار منهجية، ويعيدها إلى الناس كدليل للعمل. إن عملية "تجميع حكمة الجماهير" من خلال التماس الآراء وتجميعها وتعديل القرارات واختبارها تتكرر في "دوامة لا نهاية لها".
يعتمد الخط الجماهيري على اعتبارات براغماتية وكذلك المعتقدات الصينية الحالية والتاريخية حول أهمية قراءة الحكام الحكماء لعلامات الاستياء الشعبي من أجل تجنب الكوارث الاجتماعية. وفقًا للأكاديمي لين تشون، فإن مفهوم ماو للخط الجماهيري يعكس إيمانه بالناس وكذلك نظرية "التاريخ من الأسفل".
بعد إدراك الحاجة الماسة إلى أعداد كبيرة من الكوادر المدربة بشكل صحيح على تكتيكات الخط الجماهيري لبناء الحزب الشيوعي الصيني "لنظام اشتراكي كامل" ، كثف الحزب الشيوعي الصيني برنامجه لتدريب الكوادر في 1950-1951 لضمان أن يكون جميع الكوادر والعاملين الآخرين ملقنين بعناية في نظرية الخط الجماهيري الماركسي اللينيني الأساسية والممارسة.
كتب شتاينر أن ماو ارتقى إلى مكانة الصدارة في الحزب الشيوعي الصيني لأنه فهم متطلبات إحداث أقوى تنظيم ممكن للجماهير الصينية في ظروف سياسية غير مستقرة. منذ أيام نشاطه المبكر بين الفلاحين في مقاطعة هونان، دعا ماو إلى أن الحزب الشيوعي الصيني يجب أن يعتمد على الجماهير لقوته، وأنه يجب أن يخدم احتياجاتهم، "يستلهم" منهم، ويوجه أيديولوجيته السياسية وتكتيكاته التنظيمية لاستجابتها.
انتقد ماو جوزيف ستالين لعدم إيمانه بالفلاحين وجماهير الناس، ولكونه ميكانيكياً في فهمه لتطور الاشتراكية، ولم يشارك الجماهير بنشاط في النضال من أجل الاشتراكية. فيما يتعلق بستالين، كتب ماو في عام 1961 بأن: "السياسة في القيادة"و" الخط الجماهيري" لا يتعارضان.

## إحياء القرن الحادي والعشرين
من السمات المميزة للقيادة الوطنية للأمين العام للحزب الشيوعي الصيني شي جين بينغ هي إحياء الخط الجماهيري في نظرية الحزب الشيوعي الصيني والتطبيق العملي.  اعتباراً من عام 2014، لا يزال هذا الإحياء مستمراً ، و "ليس حركة قصيرة المدى" وفقاً لصحيفة الشعب اليومية.
بكلماته الخاصة، وصف شي الحملة من حيث "تنقية" الحزب الشيوعي الصيني ، والتي غالبًا ما تتضمن القضاء على " مذهب المتعة والإسراف" ،  على الرغم من أن التنقية الضمنية تمتد أحيانًا بشكل مجازي إلى قضايا مثل "الحد من تلوث الهواء" ".
كجزء من هذه الحملة، أعلن شي جين بينغ أن "جميع أجهزة وأعضاء الحزب يجب أن يبذلوا جهوداً حازمة لمعارضة التباهي ورفض مذهب المتعة"،  على الرغم من أن تفسير ما يعنيه هذا يبدو أنه يختلف من مقاطعة إلى أخرى. وبحسب ما ورد خفضت مقاطعة هيبي الإنفاق العام على حفلات الاستقبال الرسمية بنسبة 24٪ ، وألغت طلب 17000 سيارة جديدة، وعاقب 2750 مسؤولاً حكومياً. ذكرت مجلة الإيكونوميست مثالين محددين للعقوبات بموجب الخط الجماعي الجديد: حكم الإعدام مع وقف التنفيذ بتهمة الفساد الصادر على ليو تشيجون واتهام ابن ضابط عسكري رفيع المستوى يبلغ من العمر 17 عاماً بتهمة علاقته بالاغتصاب الجماعي. ربما تمت معاقبة 20 ألف مسؤول حزبي خلال العام الأول من حملة الإحياء.
يجادل بعض الخبراء الصينيين بالقول: "إذا تم تطبيقه ليس كأداة دعاية ولكن كآلية لتوضيح وتجميع المصالح، فإن الخط الجماهيري لديه القدرة على تقديم طرق بديلة لإرساء الديمقراطية للصين." 

## المنظمات الجماهيرية
خلال الحقبة الماوية، دعمت الدولة مجموعة من المنظمات الجماهيرية، بتنسيق من الحزب الشيوعي الصيني من خلال نظام الجبهة المتحدة. ضمت أهم المنظمات الجماهيرية أعداداً كبيرة من الأشخاص من الفئات الاجتماعية الرئيسية ،بما في ذلك العمال من خلال النقابات والطلاب والشباب والنساء. كان هدفهم هو "اختراق المجتمع، وجلب شرائح واسعة من السكان إلى شبكة الحزب"، كما كتب فريدريك تيويز.

## التأثير خارج الحزب الشيوعي الصيني
أكبر حزب ماوي نصب نفسه في الولايات المتحدة ، الحزب الشيوعي الثوري، الذي أعلن أنه تبنى مفهوم "الخط الجماهيري" خلال السبعينيات.

## أنظر أيضا
- الدعاية في جمهورية الصين الشعبية
- إصلاح الفكر في جمهورية الصين الشعبية
- الخط العام للحزب (الاتحاد السوفيتي)